# LP 731-60
LP 731-60 — тройная звезда в созвездии Гидры на расстоянии около 356 световых лет (около 109 парсек) от Солнца. Видимая звёздная величина звезды — +17m.
Пара первого и второго компонентов — карликовая новая, двойная катаклизмическая переменная звезда типа WZ Стрелы (UGWZ).
NLTT 25473B открыта группой астрономов в 2001 году.

## Характеристики
Первый компонент — аккрецирующий белый карлик спектрального класса G0, или G2V. Масса — около 0,77 солнечной, радиус — около 0,0108 солнечного. Эффективная температура — около 11523 K.
Второй компонент. Орбитальный период — около 0,0615 суток (1,476 часа).
Третий компонент (NLTT 25473B) — коричневый карлик. Масса — около 15 юпитерианской. Орбитальный период — около 1,48 суток.